# Copa do Brasil de Futebol Sub-17
A Copa do Brasil Sub-17 é uma competição de futebol organizada pela Confederação Brasileira de Futebol (CBF). Foi a segunda competição nacional de base a ser disputada e surgiu com o propósito de fortalecer o calendário da categoria e propiciar melhores condições para a revelação de jogadores.
Desde a primeira edição, em 2013, a competição é composta por confrontos eliminatórios. Até 2018, os 32 participantes eram selecionados através dos posicionamentos nas séries A e B do ano anterior. Em 2019, a entidade modificou a distribuição de vagas para permitir a participação de representantes de todas as unidades federativas.
O Palmeiras é o clube com maior número de conquistas, totalizando quatro títulos. São Paulo e Flamengo aparecem na segunda posição com dois títulos cada. Já o Atlético Mineiro, o Corinthians, o Vitória e o Fluminense completam a lista de campeões, tendo conquistado um título cada.
O atual campeão é o Vasco da Gama, que venceu nos pênaltis o Bahia após um empate no tempo regulamentar em 2 a 2 no Estádio Luso-Brasileiro, no Rio de Janeiro.

## História
Em julho de 2013, a CBF anunciou oficialmente a criação da Copa do Brasil Sub-17 com o intuito de fortalecer o calendário das categoria de base e, consequentemente, propiciar melhores condições para a revelação de jogadores. Na mesma ocasião, a entidade detalhou o formato e o regulamento: um sistema eliminatório disputado por 32 agremiações. O primeiro campeão foi o São Paulo, que superou o Flamengo na decisão.
Para as quatro edições seguintes, o regulamento permaneceu idêntico e teve como vencedores Atlético Mineiro, Corinthians, Palmeiras e Vitória. A primeira mudança significativa ocorreu em 2018, quando o gol qualificado deixou de ser um dos critérios de desempate. No mesmo ano, a finalíssima, vencida pelo Flamengo, teve que ser adiada após o elenco da equipe carioca ter sido acometido por um surto de caxumba.
Em 2019, o sistema de vagas foi alterado com o objetivo de permitir a participação de representantes de todas as unidades federativas. O regulamento também sofreu uma alteração: a primeira fase começou a ser disputada em partida única. Naquele ano, o clássico Choque-Rei protagonizou a decisão, vencida pelo Palmeiras. Em contrapartida, o São Paulo voltou à decisão nos dois anos seguintes, quando, respectivamente, triunfou sobre o Fluminense com um gol de pênalti marcado aos 95 minutos e perdeu para o Flamengo. O Palmeiras, por sua vez, ficou com o título de 2022.

## Transmissão televisiva
Os canais por assinatura ESPN Brasil e SporTV foram responsáveis por transmitir as decisões das seis primeiras edições. No dia 3 de maio de 2019, a CBF confirmou um acordo com a plataforma de streaming MyCujoo (atual Eleven Sports) para transmissão de oito competições, incluindo a Copa do Brasil Sub-17. Naquele mesmo ano, a entidade confirmou um acordo com o SporTV, que passou a televisionar partidas da competição.

## Formato
O formato da competição se manteve semelhante ao longo dos anos: um sistema eliminatório disputado em cinco fases. No entanto, o regulamento sofreu algumas alterações: na primeira, o gol qualificado foi excluído como critério de desempate em 2018. No ano seguinte, a primeira fase passou a ser disputada em partida única.
De 2010 a 2018, o sistema de vaga selecionava os 20 participantes da Série A e os 12 melhores colocados da Série B do ano anterior. Porém, em 2019, a entidade resolveu alterar com o objetivo de permitir a participação de representantes de todas as unidades federativas. Desde então, a competição é disputada pelos 27 campeões estaduais e os cinco vice-campeões das federações melhores posicionadas no Ranking Nacional da CBF.

## Campeões

### Títulos por clube
| Pos  | Clube                | Títulos | Vices | Semifinais |
| ---- | -------------------- | ------- | ----- | ---------- |
| 1.º  | Palmeiras            | 4       | —     | 3          |
| 2.º  | São Paulo            | 2       | 3     | 1          |
| 3.º  | Flamengo             | 2       | 1     | 5          |
| 4.º  | Fluminense           | 1       | 2     | 4          |
| 5.º  | Vasco da Gama        | 1       | 1     | 2          |
| 6.º  | Corinthians          | 1       | 1     | —          |
| 7.º  | Atlético Mineiro     | 1       | —     | 1          |
| 8.º  | Vitória              | 1       | —     | —          |
| 9.º  | Sport                | —       | 1     | 3          |
| 10.º | Bahia                | —       | 1     | 1          |
| 11.º | Grêmio               | —       | 1     | —          |
| 11.º | Botafogo             | —       | 1     | —          |
| 11.º | Athletico Paranaense | —       | 1     | —          |
| 14.º | Cruzeiro             | —       | —     | 2          |
| 15.º | Ponte Preta          | —       | —     | 1          |
| 15.º | América Mineiro      | —       | —     | 1          |
| 15.º | Chapecoense          | —       | —     | 1          |
| 15.º | Santos               | —       | —     | 1          |

### Títulos por federação
| Pos | Federação         | Títulos | Vices | Semifinais |
| --- | ----------------- | ------- | ----- | ---------- |
| 1.º | São Paulo         | 7       | 4     | 6          |
| 2.º | Rio de Janeiro    | 4       | 5     | 11         |
| 3.º | Bahia             | 1       | 1     | 1          |
| 4.º | Minas Gerais      | 1       | —     | 4          |
| 5.º | Pernambuco        | —       | 1     | 3          |
| 6.º | Rio Grande do Sul | —       | 1     | —          |
| 6.º | Paraná            | —       | 1     | —          |
| 8.º | Santa Catarina    | —       | —     | 1          |

### Títulos por região
| Pos | Região   | Títulos | Vices | Semifinais |
| --- | -------- | ------- | ----- | ---------- |
| 1.º | Sudeste  | 12      | 9     | 21         |
| 2.º | Nordeste | 1       | 2     | 4          |
| 3.º | Sul      | —       | 2     | 1          |